# Renault 12
Renault 12 je automobil nižší střední třídy, který se začal vyrábět v roce 1969. Existoval ve dvou základních provedeních karoserii, a to jako čtyřdveřový sedan a jako pětidveřové kombi. V Československu byl R 12 poprvé představen v roce 1970 na výstavě Člověk a automobil, kde si jej mohli návštěvníci prohlédnout nejen v celku, ale i částečném řezu. Na podvozku R 12 se stavěla od roku 1971 dvoudveřová kupé R 15 a 17. V roce 1969 byla v Rumunsku zahájena výroba licenčního Renaultu 12 pod označením Dacia 1300, která ve výrobě nahradila Dacii 1100 (Renault-8). Rumunský R-12 se vyráběl i v dvoudveřovém provedení Sport. Ve verzi Gordini se do R-12 montoval motor z Renaultu 16.

## Technické údaje
Rozměry
- délka: 4348 mm sedan, 4371 mm kombi
- šířka: 1616 mm
- výška: 1434 mm
- hmotnost: 950 kg, 980 kg (kombi)

Výkony
- max. rychlost 145–150 km/h
- spotřeba paliva u verzí L, TL 7–10 l/100 km; TS, Automatic 8–12 l/100 km

Motor
- řadový podélně před přední nápravou uložený čtyřválec o objemu 1298 cm³, R-12 L 37 kW; R-12 TL 39,5 kW; R-12 Gordini (1647 cm³) 68,5 kW.

Cena
- V roce 1974 byla cena modelu R-12TL 19 055 TK (Tuzex). Dacia v té době stála 64 000 Kčs.

Do roku 1975 se v ČSSR prodalo R-12 přes 1 500 ks.